# Genocidi de Tasmània
El Genocidi de Tasmània o Guerra Negra es refereix al període violent entre els invasors britànics i els aborígens de Tasmània al començament del segle xix. Tot i que els historiadors varien quant a la definició de quan començà i acabà el genocidi, s'entén que abasta el temps quan és sancionada, i oficialment declarada, la llei marcial pel govern invasor colonial entre els anys 1828 i 1832.
El terme Guerra Negra s'utilitza també a voltes per a referir-se a altres conflictes posteriors entre els colons invasors europeus i els aborígens australians en altres llocs  d'Austràlia continental.
Les matances en massa i la mutilació d'orelles dels aborígens de Tasmània es feren com a part del genocidi a la Terra de Van Diemen. La precisió d'alguns informes fou qüestionada en la dècada dels 1830 per la Comissió del Govern Britànic de Recerca, encapçalat per l'arxidiaca William Broughton i en el segle xx per alguns historiadors com N. J. B. Plomley en la dècada dels 1960. La controvèrsia en el nou mil·lenni arribà després per l'historiador Keith Windschuttle l'any 2002, que posà en dubte l'exactitud dels comptes de les massacres i els assassinats, i despertà una immensa controvèrsia a Austràlia.
En combinació amb els efectes epidèmics per la introducció a Euràsia de malalties infeccioses, davant les quals els oriünds de Tasmània no tenien pas immunitat, el conflicte tingué tal impacte en la població autòctona de Tasmània que s'informà que havien estat exterminats.
Petits grups romanents dels supervivents del genocidi es van traslladar a les illes de l'Estret de Bass. Els seus descendents continuen allí hui, i s'engrapen les orelles en honor dels seus avantpassats mutilats. Gran part de les seues llengües, coneixements ecològics locals i cultures originàries, s'han perdut a Tasmània, potser amb l'excepció dels registres arqueològics i històrics realitzats en el seu moment.

## Definició
Les descripcions del Genocidi de Tasmània són diferents, i van des d'una sèrie de petits conflictes i massacres a les afirmacions que els mètodes utilitzats durant els enfrontaments constitueixen un genocidi. Aquesta guerra fou un dels molts conflictes que s'utilitzen com a exemple per a definir el terme genocidi, que es començà a utilitzar en la dècada dels 1940.
L'ús del terme guerra a vegades també es discuteix ja que no s'hi va fer cap declaració oficial de guerra, i només el costat dels colons invasors estava totalment equipat per a la guerra. D'altra banda, alguns historiadors suggereixen que termes com ara guerra civil, ocupació, assassinat o genocidi seria més apropiat per a descriure el que hi va passar.

## Detalls
En la mesura que la guerra mai no fou pas declarada oficialment, els historiadors difereixen en la datació del prolongat conflicte.
D'acord amb James Bonwick l'inici del genocidi és l'any 1804. El primer conflicte entre els colons invasors i els autòctons es va produir el 3 de maig del 1804. Va haver-hi testimoniatges de tres supervivents del que va succeir aquest dia. Se sap que un gran grup d'autòctons, uns 300 o més, va entrar en el veïnatge de la colònia britànica. L'informe oficial elaborat pel tinent Moore, l'oficial al comandament, es va referir a un "atac" dels autòctons armats amb llances, i va indicar que dos en van morir i va resultar-ne ferit un nombre indeterminat. Moore va informar d'haver disparat una bala des d'una carronada per dispersar els autòctons, però l'informe no diu si el projectil era sòlid o un pot de metralla, o simplement una càrrega de pólvora destinada a espantar. D'altra banda, es va informar que no va haver-hi morts pel tret del canó. El segon compte, també registrat poc després dels fets, estava contingut en una carta escrita pel cirurgià Jacob Mountgarrett al rector Robert Knopwood.

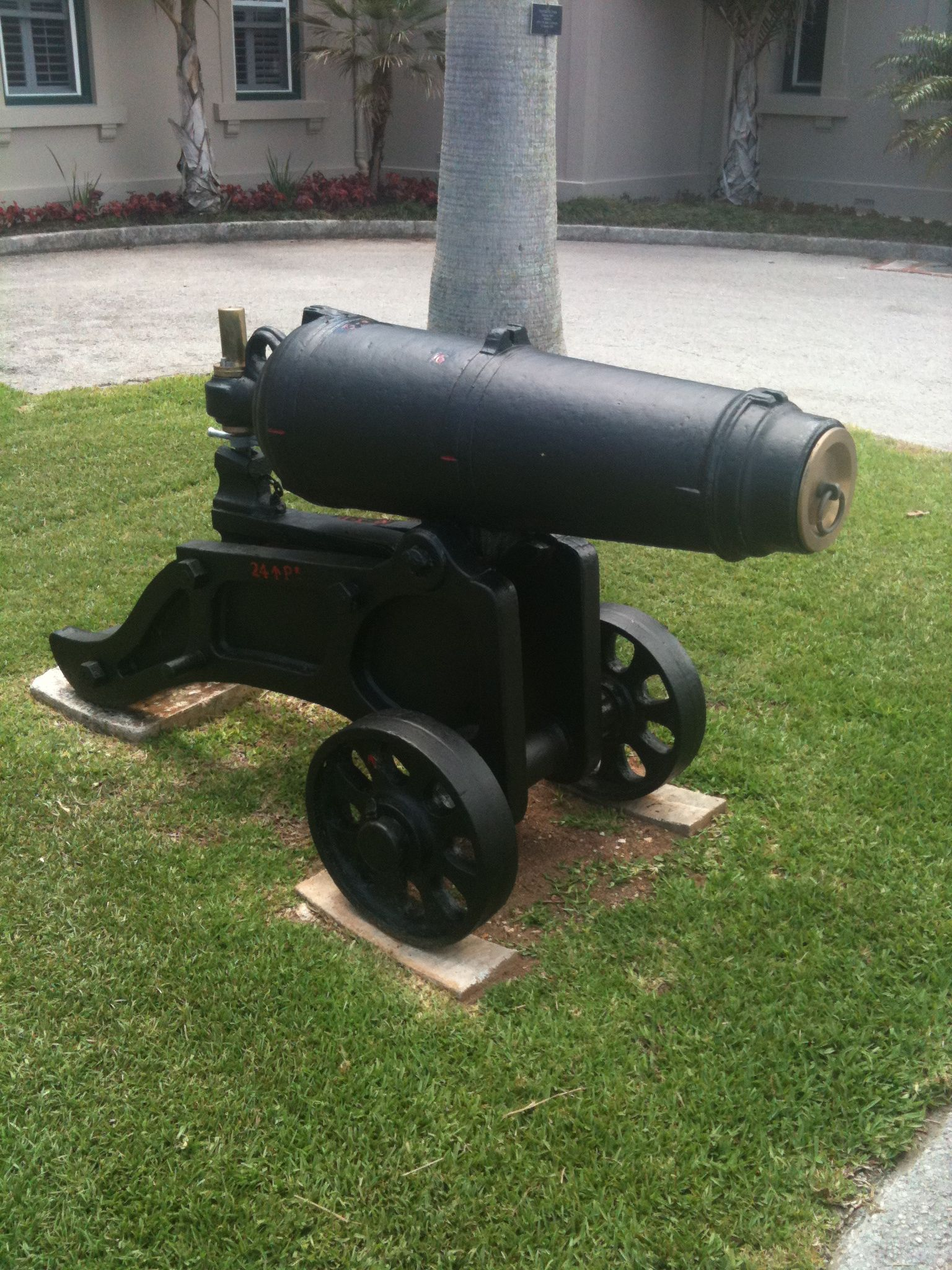
Canó instal·lat en una plaça usat en la defensa de fortificacions

La carta es referia a un atac "premeditat" als colons en què tres autòctons foren assassinats. A més del tir de canó, dos soldats dispararen fusells per protegir colons de Risdon Cove després de ser colpejats per aborígens que portaven waddies (maces de fusta). Aquests soldats assassinaren un aborigen obertament, i feriren de mort un altre que més tard aparegué mort en una vall. En els enfrontaments alguns aborígens foren assassinats i els colons "tenien raons per a suposar que alguns més en van resultar ferits, mentre que a un li van veure allunyant-se sagnant". El conflicte va sorgir quan els autòctons van descobrir que alguns colons havien estat matant cangurs. Se sap també que un xiquet de 2-3 anys d'edat es va quedar enrere en el que es va considerar una "retirada enfront d'un intent hostil a les fronteres de l'assentament". Un altre dels tres comptes afirma que "va haver-hi una gran part d'indígenes massacrats i ferits". Això estava d'acord amb Edward White, un convicte irlandés present en els fets, en parlar davant una comissió d'investigació l'any 1830, després de quasi 30 anys, però no sabia quantes en foren les víctimes. Edward White, pel que sembla el primer a veure els autòctons que s'acostaven, també va dir que "els nadius no em van amenaçar; jo no tenia por d'ells; (ells) no van atacar els soldats; no tenien perquè molestar-se amb això; ells no tenien llances, només waddies", però la declaració que no portaven llances és qüestionable i la seua afirmació necessita alguna reserva. Els seus contemporanis havien cregut que l'enfocament seria sobre un possible atac per un grup d'autòctons molt més nombrosos que els colons de la zona i van parlar d'"un atac realitzat pels indígenes", la seua "aparença hostil", i "que la seua intenció era atacar-nos a nosaltres". Edward White també afirmà que els ossos d'alguns dels aborígens van ser enviats a Sidney en dos barrils, però aquesta afirmació, igual que les altres que va fer, no està corroborada per cap altre testimoni ocular. La història primerenca de Tasmània passà després a relatar una història sobre les hostilitats entre colons invasors i autòctons i els conflictes esporàdics de venjatives tàctiques de guerrilla pels autòctons en els primers anys d'assentament colonial, en general sobre els recursos alimentosos, els tractes cruels i la matança de nadius, el segrest de dones i xiquets autòctons com a parelles sexuals i esclaus i l'escalada en la dècada dels 1820 amb l'expansió de la ramaderia.
Unes altres fonts citaven el conflicte de l'any 1826, quan el diari Colonial Times publicà un anunci sobre la legítima defensa, que reflectia l'ànim del públic dels invasors colons en aquell moment. Açò es publicà en uns moments en què les relacions entre els autòctons i els colons havien arribat a un escenari d'oberta hostilitat, en part com a resultat de la usurpació de terrenys de caça dels autòctones, en part pels tractes cruels i la matança dels nadius pels pastors, ramaders, roders i caçadors de foques dels invasors i en part pels segrestos de xiquets natius. El punt de vista dels invasors colons semblava requerir ja l'extermini dels autòctons o bé la retirada de les seues terres que els colons invasors volien posseir.

### Controvèrsia del terme
La "Guerra Negra", com s'anomenà l'extermini de tasmanians mai no fou pas declarada oficialment, i això ha portat a diverses interpretacions sobre la datació. Alguns situen el conflicte amb el començament de la invasió europea de l'illa al 1803, que arribà a la màxima intensitat durant la dècada dels 1820, que és el període més comunament referit com el genocidi. El final del conflicte arribà en la dècada dels 1830, després del fracàs de la Black line (línia negra), un sistema per a mantenir els autòctons apartats dels territoris envaïts colonitzats. Els darrers tasmanians foren traslladats a un campament de l'illa Flinders, i els pocs supervivents els traslladaren de nou a Oyster Cove, al sud de Hobart, al sud-est de Tasmània.
Aquest conflicte forma part de les guerres que dugueren la colonització britànica d'Austràlia. Fou debatut fil per randa per primera vegada l'any 2002 en The Fabrication of Aboriginal History, volum 1: Van Diemen's Land 1803-1847 de Keith Windschuttle, que qüestionava les versions historiogràfiques tradicionals i els mètodes utilitzats per a quantificar el nombre de víctimes tasmanianes, i afirmava que era exagerat. El llibre va causar gran renou, però tant les seues teories com el mètode que el secunda han estat reprovats per diversos autors en publicacions com Contra Windschuttle per S. G. Foster, Whitewash: on Keith Windschuttle's fabrication of Aboriginal history per Robert Manne, i Massacre in Tasmània? How ca we know? per Lyndall Ryan, entre altres.
Tot i que es van reportar morts massives en la llavors Terra de Van Diemen la seua precisió fou qüestionada per la Comissió de Recerca del Govern Britànic dirigida per l'arxidiaca (més tard bisbe) William Broughton, i en els anys 1960 per historiadors com Brian Plomley. Les crítiques van continuar posteriorment en l'obra de Windschuttle.

### Precisions sobre la data d'inici
Alguns historiadors fan coincidir el començament d'aquest genocidi amb l'inici de la colonització britànica de Tasmània el 1803. En aquella data es crea el primer assentament europeu a l'illa, una colònia penal.

La segona data proposada, el 1826, es refereix a la publicació en el Colonial Times d'un article cridant els colons a perseguir els autòctons en defensa pròpia. L'1 de desembre del 1826 el Colonial Times de Tasmània publicava això:
| «                                                                                   | Ho diem inequívocament: LA DEFENSA PRÒPIA ÉS LA PRIMERA LLEI DE LA NATURA. EL GOVERN HA DE RETIRAR ELS NADIUS -- SI NO, SERAN CAÇATS COM ANIMALS SALVATGES I DESTRUÏTS! | » |
| — Colonial Times and Tasmanian Advertiser, 1 de desembre de 1826, núm. 552, pàg. 2. | |   |

El diari continua argumentant que l'única solució real consistiria a "desallotjar" els autòctons de Tasmània i dur-los a la "Illa King":
... No deixaran de ser obligats a conrear creïlles, blat, capturar foques i peixos i, per graus, perdran la seua disposició itinerant i adquiriran hàbits de la indústria lleugera, que és el primer pas de la civilització.
No obstant això, l'article assenyala també que:
"Si s'envien a les costes de Nova Holanda podran ser destruïts. Si romanen ací tenen la certesa de ser destruïts. Si són enviats a l'illa King seran sotmesos a restricció, estaran lliures, però, de cometre o de rebre violència i, per descomptat, estem obligats per cada principi de la humanitat a protegir-los en la mesura que puguem".
Aquest editorial confirma el fet que la relació entre els invasors colons i els autòctons de Tasmània es van tornar violentes i que l'única solució proposada pels colons era enviar els autòctons a una de les illes de l'estret de Bass. L'editorial també adverteix que fins que això no ocórrega la violència continuarà, amb els colons forans procurant defensar-se, la qual cosa causaria més assassinats.
La tercera data proposada, 1828, coincideix amb la proclamació del governador colonial de Tasmània, George Arthur, que expulsa els autòctons de tots els territoris ocupats pels colons, autoritzant-los només a travessar-los una vegada a l'any per a anar a pescar a les costes, amb un passaport expedit per a això.
Totes dues declaracions demostren una situació contínua de violència i enfrontaments amb els autòctons des del temps dels primers assentaments colonials.

### Declaració de la llei marcial
El governador colonial va declarar la llei marcial en algunes parts de Tasmània al novembre de l'any 1828:
"Mentre que els negres o els aborígens nadius de l'illa fan des de fa molt de temps una sèrie d'atacs indiscriminats contra diverses persones i els béns dels súbdits de Sa Majestat, especialment en l'últim període que han perpetrat els més cruels i sagnants actes de violència i atropellaments; evidenciant una clara disposició sistemàtica per a matar i destruir indiscriminadament els habitants blancs cada vegada que tenen l'oportunitat de fer-ho si és presentada".
El governador colonial ordenà el que es va dir "grups itinerants" per a patrullar els districtes assentats i capturar els autòctons que trobassen, i autoritzà a les patrulles perquè disparassen contra qualsevol persona nadiua que s'hi resistís. Al mateix temps George Arthur va donar instruccions als oficials militars i als magistrats en la zona que l'ús de les armes hauria de realitzar-se com a últim recurs.

### Escalada del genocidi

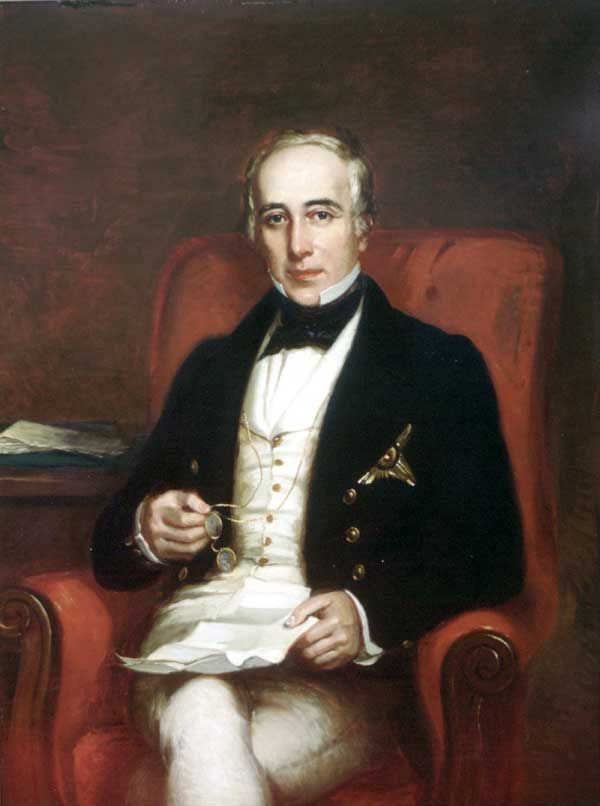
Major General George Arthur

Al febrer de l'any 1830, el govern oferí una recompensa de 5 lliures esterlines per adult i 2 lliures per xiquet, pels autòctons que havien estat capturats amb vida. El 20 d'agost del 1830 l'oficina del Governador George Arthur va emetre un aclariment que les recompenses eren només pels nadius capturats mentre que participassen en l'agressió dels barris assentats, i que els colons o convictes que isquessen per capturar "nadius inofensius en distàncies remotes i sense colonitzar del territori" no rebrien cap recompensa. En canvi, "si, després de la promulgació d'aquest avís, qualsevol atac injustificat o agressió contra els indígenes fos coneguda pel Govern, els infractors serien immediatament portats davant la justícia i castigats".

### Línia Negra
Durant el mateix any el governador George Arthur demanà a cada colon home sa, pres o lliure, per a formar una cadena humana, més tard coneguda com a Línia Negra, per a fer un escombratge de la zona. Igual que en una cacera, més de 1000 soldats i civils armats van recórrer els barris assentats, desplaçant-se al sud i a l'est durant setmanes, en un intent d'acorralar els nadius en la península de Tasman tancant-los a l'istme que connecta la península de Tasmània a la de la resta de l'illa. George Arthur tenia la intenció que els autòctons visquessen en la península, on podien mantenir la cultura i idioma. El govern i els historiadors consideren que la Línia Negra fou una actuació excessivament costosa que només va aconseguir capturar uns pocs nadius. Malgrat que les tribus van aconseguir evitar ser capturades durant aquests fets, van ser sacsejades per la grandària de les campanyes en contra seua i això els va portar a una situació en què estaven disposades a rendir-se a George Augustus Robinson i traslladar-se a l'illa Flinders.

### Rendició i reubicació

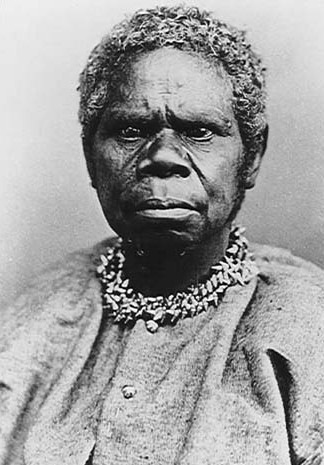
Truganini, considerada l'última nadiua pura de Tasmània, de la comunitat Oyster Cove

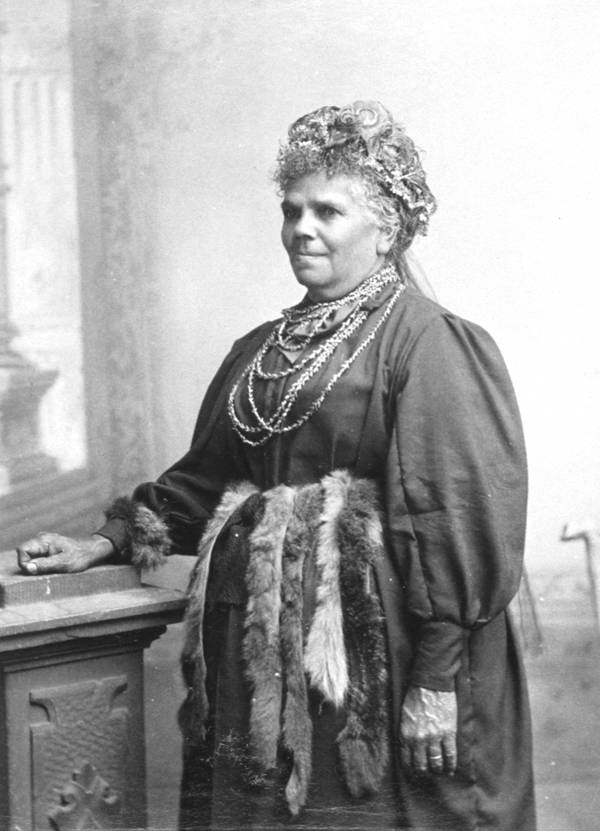
Fanny Cochrane Smith

En gran part gràcies als esforços de George Augustus Robinson, conegut com "el conciliador", l'any 1833 uns 220 autòctons de Tasmània van ser persuadits de rendir-se amb garanties que serien protegits i proveïts pel govern. A l'agost del 1834, els colons van veure com el problema dels nadius s'havia resolt, ja que tots menys una dotzena havien estat retirats de la part continental a l'Establiment Aborigen de Wybalenna Aboriginal a l'illa Flinders. Tanmateix, el contacte amb malalties introduïdes d'Euràsia va continuar delmant-los. L'any 1835 la població pròpia s'havia reduït a menys de 150 persones, de les quals aproximadament la meitat eren les supervivents de les enviades per George Augustus Robinson a l'illa Flinders. L'any 1847 els darrers 47 habitants que restaven amb vida a Wybalenna foren traslladats a Oyster Cove, al sud de Hobart, la principal illa de Tasmània.
La darrera dona de pura sang tribal d'origen Palawa de la comunitat d'Oyster Cove, anomenada Truganini, va morir l'any 1876 a Hobart. En un acte que ignorava la seua condició de persona i dignitat, els britànics l'observaren només com una curiositat científica, el seu cos fou exhumat i el seu esquelet donat al Royal Society Museum de Hobart que el tindria en propietat durant els següents 98 anys; fins i tot arribaren a exposar-la al públic en una vitrina fins que l'any 1947 el sentiment públic obligà el museu a retirar-ne l'esquelet per a guardar-lo en el soterrani. L'any 1976, un segle després de la seua mort, el seu esquelet fou finalment incinerat i les cendres escampades pels descendents del seu poble. L'any 1997, la Royal Albert Memorial Museum, d'Exeter, va tornar el collaret i la polsera de Truganini a Tasmània. L'any 2002, part del seu cabell i pell es van trobar en la col·lecció del Col·legi de Cirurgians d'Anglaterra i foren retornats a Tasmània per al seu enterrament.
Quan Truganini va morir, el Govern de Tasmània declarà que els autòctons de l'illa estaven a punt d'extingir-se. La seua intenció era fer comprendre que el "problema indígena s'havia acabat", però el govern s'enganyà en tots dos casos. Altres dones autòctones nascudes de pares de pura sang de la seua tribu van sobreviure. Per exemple, dues dones anomenades Betty i Suke van morir a la fi del segle xix a l'illa dels Cangurs, enfront de les costes d'Austràlia del Sud, on havien viscut la major part de la seua vida en companyia forçada de caçadors de foques (la vida a l'illa dels Cangurs, no era "problema" de les autoritats colonials de Tasmània). Fanny Cochrane Smith, nascuda en l'assentament autòcton de l'illa de Flinders, va morir l'any 1905 a Port Cygnet, Tasmània. També la comunitat autòctona de sang mixta del grup de les Illes Furneaux continua constituint una comunitat nadiua fins a l'actualitat. Tanmateix, el cas de Truganini s'utilitza per a indicar l'extinció dels aborígens de Tasmània i s'ensenya com un fet a les escoles de tot el món i durant molt de temps, fins i tot a Tasmània, es va acceptar com a tal.

## Notes de Charles Darwin

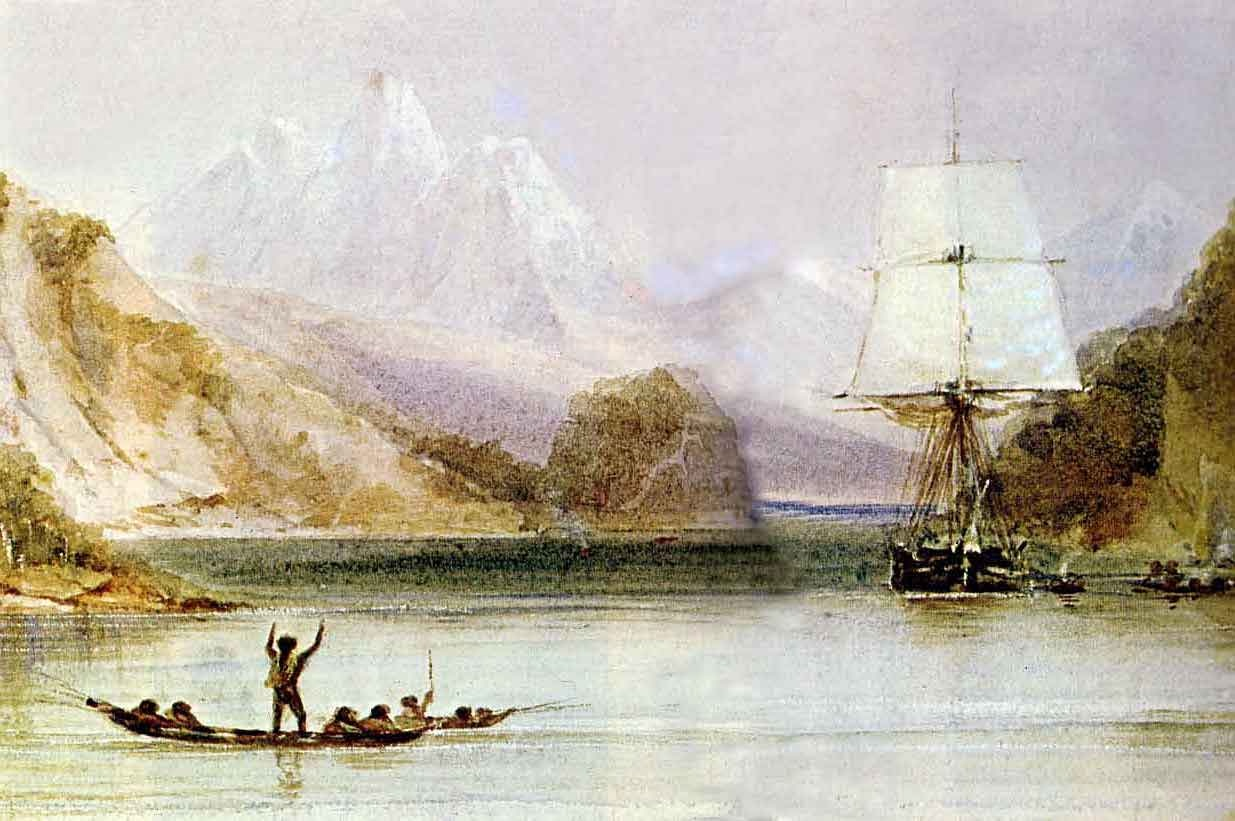
Una aquarel·la del dibuixant de bord, Conrad Martens. Pintada durant l'estada a Terra del Foc, representa el HMS Beagle rebut pels nadius